# Nintama Rantarō (film)
Nintama Rantarō è un film del 2011 diretto da Takashi Miike.
Il film è la versione live-action dell'anime Nintama Rantarō, basato sul manga Rakudai ninja Rantarō di Sōbē Amako.

## Trama
Rantaro Inadera è nato in una famiglia di ninja di bassa classe. I suoi genitori sperano che egli possa un giorno diventare un ninja d'elite per rendere così la sua famiglia orgogliosa. Rantaro entra così nella Ninja Academy ove diventa amico con Shinbe, il figlio di una ricca coppia di mercanti, e Kirimaru, che ha perso il padre in guerra. Gli studenti della Ninja Academy sono chiamati Nintama, che significa futuri ninja.
Un giorno, un assassino si reca nella casa di Yukitaka Saito e del figlio Takamura intenzionato ad ucciderli come punizione per aver lasciato il gruppo degli Usetake ninja. Gli studenti della Ninja Academy dovranno cercare di salvarli.

## Sequel
Nel 2013 il regista Ryuta Tasaki ne ha diretto un sequel intitolato Nintama Rantarō: Natsuyasumi Shukudai Daisakusen! no Dan.